# Elicasi
L'elicasi è un enzima specifico della replicazione del DNA. Esso agisce rompendo i legami idrogeno instaurati tra le basi complementari. Inoltre questo enzima agisce in coppia con la DNA-girasi che separa i due filamenti di DNA. Fanno parte di questa categoria proteine come le MCM e la Rho.